# Східна Україна

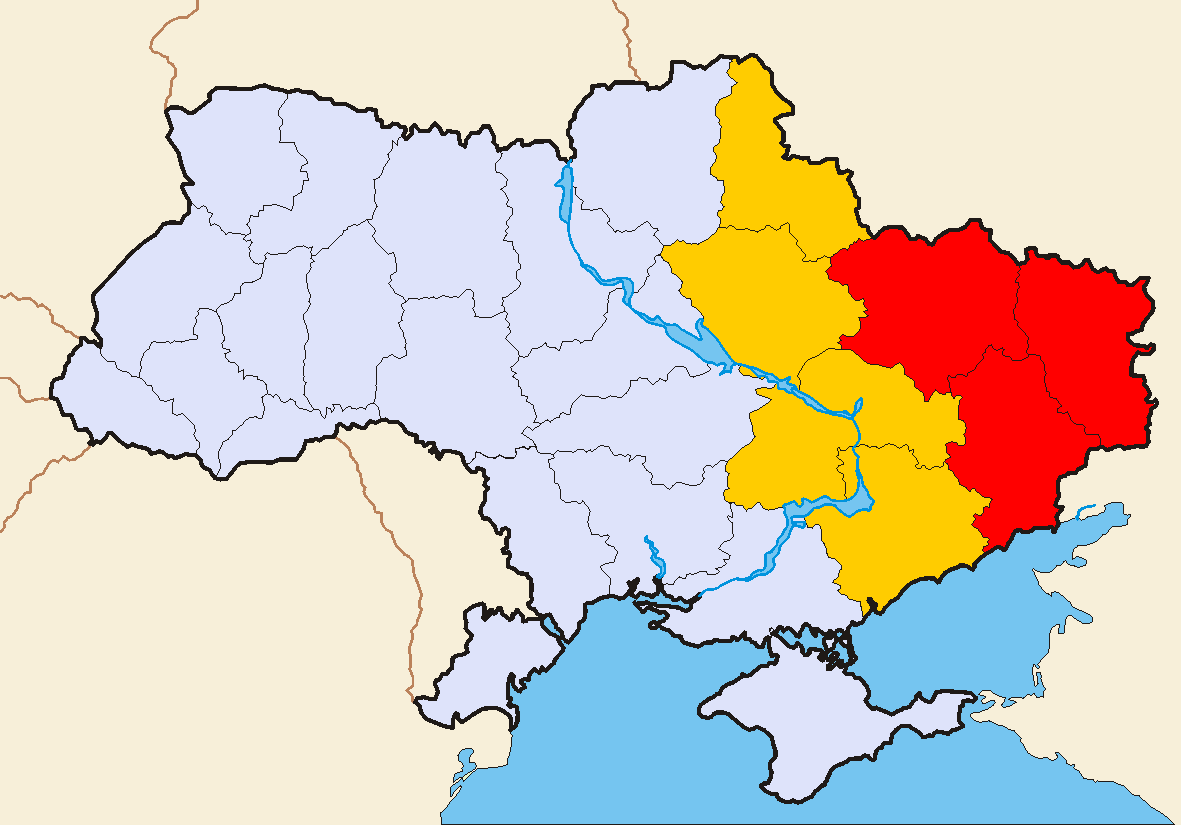
Області, які зараховують до сходу України (у межах сучасної території держави):
завжди
іноді

Східна Україна — культурно-історичний регіон України, до складу якого входять Харківська, Донецька та Луганська області.
Центральні частини Харківської та Донецької, а також південно-західна частина Луганської областей є одними з найбільш високоурбанізованих зон України. Це зумовлено високим рівнем концентрації промислового виробництва, наявністю розгалуженої транспортної мережі та сприятливих умов для розвитку сільського господарства. Найрозвинутіші галузі промисловості — вугільна, хімічна, нафтохімічна, чорна металургія та машинобудування.

## Історія поняття
Усталеним поняттям натомість є Слобідська Україна або Слобожанщина (рідше — Слобідщина) — історико-географічний край у східній частині України та прикордонних областях Росії, територія якого перекривається приблизно з територією п'яти Слобідських козацьких полків XVII — XVIII століть, автономних формацій у межах Московського царства, а згодом Російської імперії. Слобідська Україна межувала на заході з Гетьманщиною, на півдні із Запорожжям і володіннями Кримського ханства, на сході з Доном, на півночі з Московщиною. Вона обіймала частину Середньої височини й сусідню з нею Донецьку низовину, південно-східну частину Придніпровської низовини і невелику частину Донецького кряжа.
У сучасних межах Слобожанщина охоплює південну частину Сумської області, північну, центральну та південно-східну частини Харківської області та північну частину Луганської області України, південну частину Воронізької, Бєлгородської, Курської областей Росії.

## Демографічна ситуація

Українці в Україні за переписом 2001 року.

Схід України заселяли і освоювали різні етноси, серед яких українці у XVIII ст. становили 73,8 % (на Донеччині 61,3 %), росіяни — 12,2 % (20,5 %), молдовани і румуни — 6,2 % (2,5 %), греки — 3,7 % (7,3 %), вірмени 2,6 % (6,1 %).
Суттєво на демографічну ситуацію на сході Україні вплинули урбанізаційні процеси
Після Голодомору росіян системно, на державному рівні масово переселяли в Україну, головним чином на терени південно-східної частини сучасної України, на Донбас, у Дніпропетровську та Одеську області
Демографічна ситуація з початком збройного конфлікту (Розрахунки (оцінки) чисельності населення здійснено на основі наявних адміністративних даних щодо державної реєстрації народження і смерті та зміни реєстрації місця проживання).
|                    | 2012 рік       | 2013 рік       | 2014 рік       | 2015 рік       | 2016 рік       | 2017 рік       | 2018 рік       | 2019 рік       | 2020 рік       |
| Донецька область   | 4 390 293 осіб | 4 362 557 осіб | 4 330 997 осіб | -              | -              | -              | -              | -              | -              |
| Луганська область  | 2 268 079 осіб | 2 251 954 осіб | 2 234 876 осіб | -              | -              | -              | -              | -              | -              |
| Харківська область | 2 726 544 осіб | 2 728 783 осіб | 2 721 606 осіб | 2 715 666 осіб | 2 702 980 осіб | 2 685 552 осіб | 2 678 371 осіб | 2 659 962 осіб | 2 642 825 осіб |

## Культура
- Мовно-культурне поле сходу України,

Сайт «Література рідного краю», 
Донецька Шевченкіана

## Проблеми

### Загальноекономічні проблеми
Для подальшого ефективного розвитку продуктивних сил регіону необхідно вирішити цілу низку економічних, соціальних та екологічних проблем.
Ключовим питанням є оновлення виробничої матеріально-технічної бази, особливо у важкій промисловості Донбасу, що потребує раціональної економічної та інвестиційної політики.

### Проблема відходів
Необхідність розв'язання проблеми комплексного використання мінерально-сировинних та паливно-енергетичних ресурсів, а також утилізація промислових відходів, пояснюється тим, що в Донбасі щорічно накопичується близько 300 млн т відходів виробництва і надалі ця проблема буде загострюватися, що пов'язано з видобутком вугілля з більш глибоких та малопотужних пластів.

### Проблема земельних ресурсів
Необхідним є і комплексний підхід до охорони земельних ресурсів. У цій царині потрібно застосування заходів щодо збереження та підвищення природної родючості сільськогосподарських угідь, запобігання закисленню і засоленню ґрунтів, відновлення еродованих і порушених ґрунтів як результат господарської діяльності людини.

### Водні ресурси, проблеми зрошування.
У зв'язку з цим, що цей регіон розташований у посушливій частині України та через високу щільність населення в містах, вельми важливою є проблема водозабезпечення та охорони водних ресурсів, особливо річки Сіверський Донець.
На тлі зниження рівня виробництва, що спостерігається протягом останніх років, паливно-енергетичної кризи, загострення демографічної ситуації у регіоні та зниження рівня життя багатьох прошарків населення, особливо актуальним стає запровадження заходів, що направлені на соціальний захист населення.

### Посуха та пожежі
Через посуху, на території Луганської та Донецької області щороку спостерігаються пожежі. Найбільшою стихійною пожежею за останні роки була серія пожеж улітку 2020 року. За попередніми підрахунками, згоріло 5 тисяч гектарів території. Губернатор Луганщини — Гайдай Сергій Володимирович, не виключає, що це могли бути підпали з боку самопроголошених «ЛНР» та «ДНР».
На засіданні Форуму безпекового співробітництва ОБСЄ у Відні 7 жовтня, ОБСЄ навела докази того, що причиною пожежі біля міста Попасна на Луганщині був навмисний підпал з боку бойовиків російських окупаційних військ, у своїх доказах продемонструвала відео підпалу.

## Інтернет-ресурси
- Дайджест аналітично-інформаційного журналу «Схід» 2001—2008 рр. Сайт журналу «Схід» [Архівовано 27 червня 2018 у Wayback Machine.]
- Аналітично-інформаційний журнал «Схід» за 2009—2015 рр. на сайті Національної бібліотеки ім В.Вернадського [Архівовано 19 квітня 2017 у Wayback Machine.]
- Володимир Білецький. СХІД УКРАЇНИ В ІНТЕҐРАТИВНИХ ПРОЦЕСАХ СУЧАСНОГО ДЕРЖАВОТВОРЕННЯ [Архівовано 9 серпня 2016 у Wayback Machine.]
- «СХІДНИЙ ЧАСОПИС»: ДОСВІД І УРОКИ СТВОРЕННЯ МАСОВОЇ УКРАЇНОМОВНОЇ ГАЗЕТИ НА ДОНБАСІ [Архівовано 25 січня 2020 у Wayback Machine.]
- Донецький вісник Наукового товариства імені Шевченка (2001—2023 рр. — томи 1-51)